# 베르흐니타길

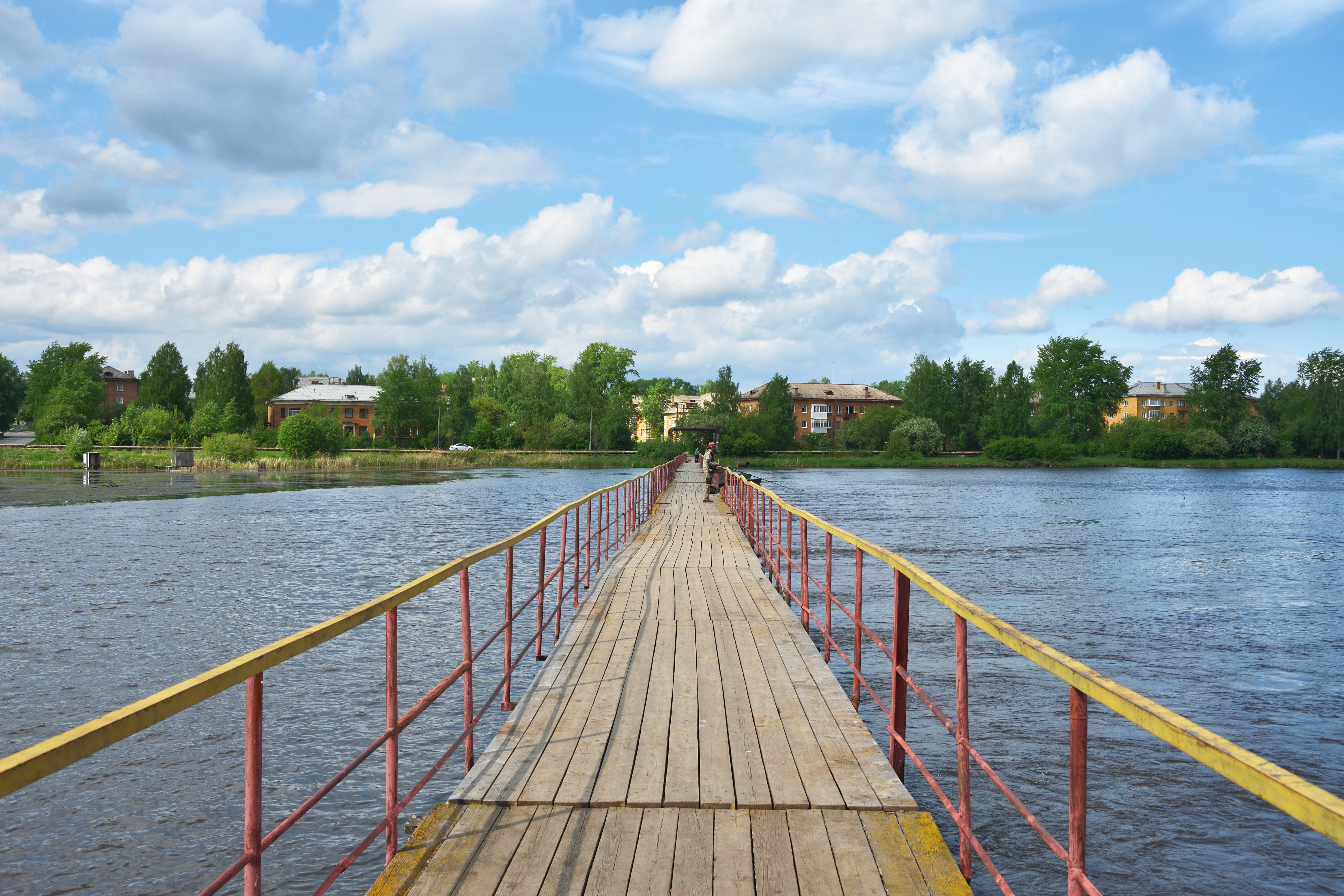

베르흐니타길(러시아어: Ве́рхний Таги́л)은 스베르들롭스크 주 키로보그라츠키 군에 속한 도시이다. 인구는 1만2,600명(2003년)이다.
타길 강에 위치해 있고 니즈니타길의 이름과 비슷하다.
현재 시장은 아나톨리 마타코프(Анатолий Яковлевич Матаков)이다.